# Nicolas-Louis François de Neufchâteau
Nicolas-Louis François de Neufchâteau, född 17 april 1750 i Saffais, Meurthe-et-Moselle, död 10 januari 1828 i Paris, var en fransk politiker och författare.
François debuterade 1766 som poet med stor framgång. Han var 1783-93 generalprokurator på Haiti. François blev 1791 medlem av lagstiftande församlingen, 1792 av konventet, och räknades där främst som girondist, men överlevde Robespierres fall och kom under direktoriet i förgrunden. År 1797 blev han inrikesminister, var 1797–1798 medlem av direktoriet och 1798–1799 åter inrikesminister. Efter Brumairekuppen blev François medlem av senaten, och blev 1804 dess president och biträdde som sådan Napoleon Bonaparte, då denne lät utropa sig till kejsare. Han blev greve 1808 och medlem av Franska Akademien 1816.